# Prambanan
Prambanan je tempeljski kompleks 18 km severovzhodno od mesta Yogyakarta na otoku Java (Indonezija). Skupaj je na območju Prambanana več kot 200 templjev. Večina jih je hindujskih, v njihovi bližini pa tudi nekaj budističnih. Kompleks so zgradili v 9. stoletju. Največji so trije templji v osrednjem delu, posvečeni bogovom Brahmi, Višnuju in Šivi. Slednji je s 47 m najvišji (47 m). Templji imajo bogato kiparsko okrasje. Kmalu po izgradnji so templje opustili in ponovno so jih našli kot ruševine šele 1733. Prva izkopavanja so izvedli proti koncu 19. stoletja. Od leta 1991 je Prambanan pod zaščito organizacije UNESCO kot del svetovne dediščine. V potresu leta 2006 je bilo več zgradb poškodovanih.